# General Dynamics Ajax
Le Ajax  est un véhicule de combat d'infanterie britannique en développement depuis les années 2010.

## Historique
Le projet démarre en mars 2010 sous le nom de Scout SV (Specialist Vehicle). Il se base sur le ASCOD Pizarro / Ulan de Empresa Nacional Santa Bárbara qui après son achat par General Dynamics devient Santa Bárbara Sistemas. 
Le 3 septembre 2014, le ministère de la Défense du Royaume-Uni passe commande de 589 exemplaires à la filiale britannique de General Dynamics. Le cout du programme étant de 5,5 milliards de livres sterling. 
Initialement destiné à entrer en service en 2017, il a été retardé à plusieurs reprises, avec des dysfonctionnements tels que des problèmes de bruit et de vibrations, qui ont blessé des soldats testant les véhicules et a failli être arrêté à la suite de cela.
En février 2023, il est estimé que l'Ajax sera fourni à la 3e division (Royaume-Uni), la principale division de combat de la British Army, au plus tôt fin 2024. 
A cette date, 37 participent aux essais en cours et 143 autres ont déjà été construits pour des essais antérieurs. Au total, 414 coques ont été construites par Santa Bárbara Sistemas avec 116 tourelles prêtes à être montées une fois les essais terminés.

## Caractéristiques
Le 3 septembre 2014, le gouvernement britannique commande 589 véhicules Scout SV en six versions, pour un coût total de 3,5 milliards de livres sterling hors TVA. Son armement principal est un canon franco-britannique de calibre 40 mm, le 40 CTC.
Les variantes commandées incluent : 
- 245 variantes 'Ajax' à tourelle
  - 198 Reconnaissance et Frappe (Ajax)
  - 23 Contrôle de tir interarmées (Ajax)
  - 24 Surveillance au sol (Ajax)
- 256 variantes de support de reconnaissance de mobilité protégée (PMRS)
  - 93 Véhicules blindés de transport de troupes (APC) (Ares)
  - 112 Commandement et contrôle (Athéna)
  - 34 Surveillance de la reconnaissance de la formation 34 (Ares)
  - 51 Reconnaissance du Génie (Argus)
- 88 variantes d'ingénierie pour le Royal Electrical and Mechanical Engineers (en) basées sur le PMRS
  - 38 véhicules blindés de dépannage (Atlas) avec trois hommes d'équipage
  - 50 véhicules de réparation (Apollo) avec un équipage de quatre hommes